# 소 (악기)

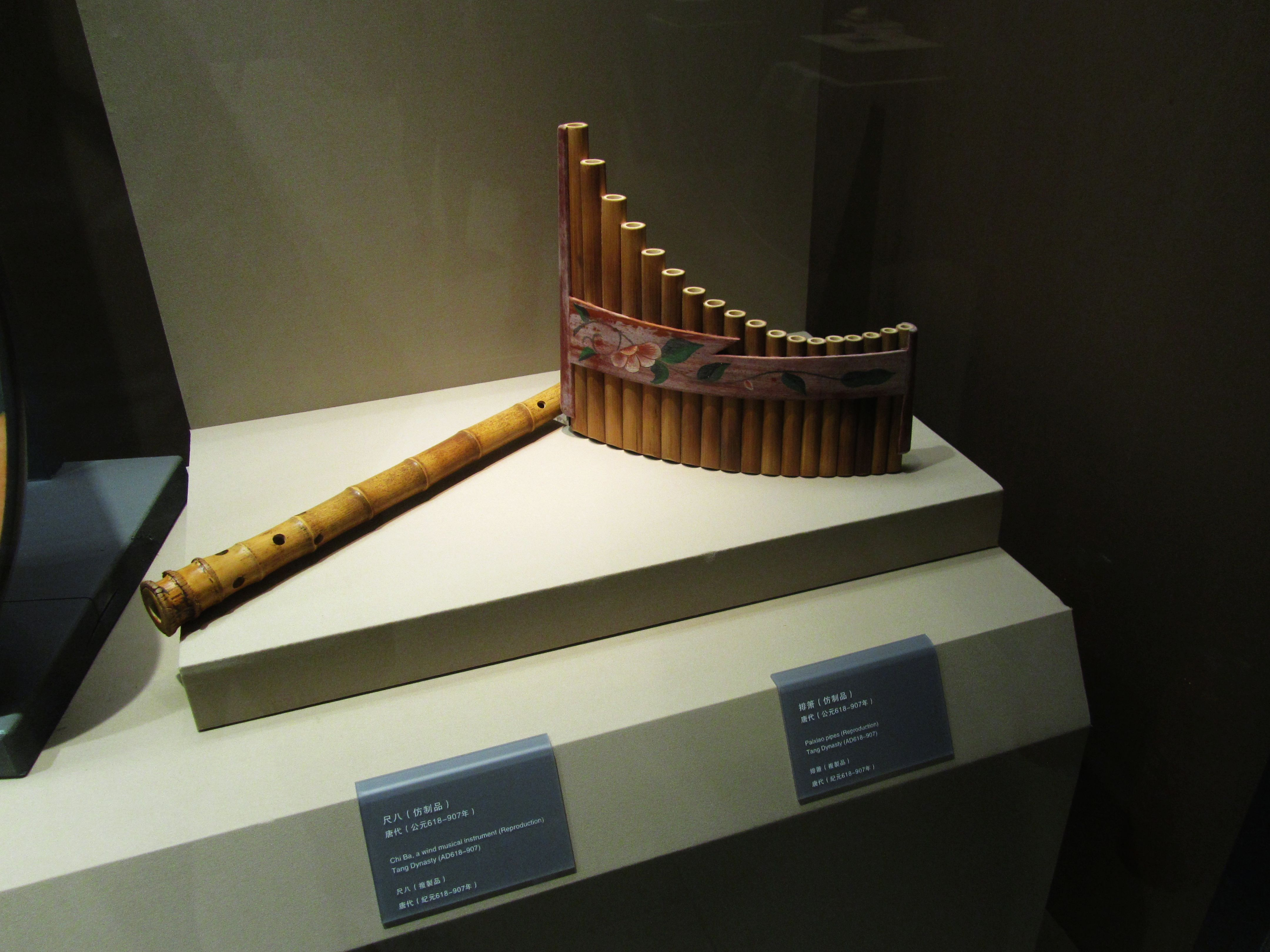

소(簫)는 한국 음악 연주에 사용되는 관악기의 하나이다. 죽부악기이며, 아악기이다. 16개의 가는 대나무에 각각 취구를 만들고 길이대로 차례로 묶어 놓고 분다.

## 기록
순임금 때부터 있었다고 전해지는 중국의 고대악기이다. 한국에는 고려 예종 때 들어온 것으로 기록되어 있으나, 고구려의 고분 벽화에도 소가 보인다.

## 특징
가는 해죽(海竹)으로 된 대나무관을 길이 1자 4치쯤 되게 하여, 16개를 나무로 된 봉황(鳳凰)형 틀에 일렬로 얹어 놓는다. 관대마다 취구를 만들고, 관대의 밑을 밀로 길고 짧게 막아서 음의 높이를 조절해 놓았다. 틀을 양손에 쥐어들고 입으로 관 하나하나를 찾아 분다.
음넓이는 제1관 황종(다2·c2)에서부터 제16관 협종(올림라3·d3 sharp)까지 2옥타브 좀 넘는다. 문묘제례악에 쓰이는 까닭에 12율 4청성으로 조율되어 있다.